# Пратола-Серра
Пратола-Серра (італ. Pratola Serra) — муніципалітет в Італії, у регіоні Кампанія,  провінція Авелліно.
Пратола-Серра розташована на відстані близько 230 км на південний схід від Рима, 55 км на схід від Неаполя, 10 км на північний схід від Авелліно.
Населення — 3788 осіб (2014).
Щорічний фестиваль відбувається першої неділі вересня. Покровитель — Madonna Addolorata.

## Демографія
Населення за роками:

Станом на 1 січня 2023 року в муніципалітеті офіційно проживали 92 іноземці з 22 країн, серед них 47 громадян країн Євросоюзу та 7 громадян України.

## Сусідні муніципалітети
- Кандіда
- Манокальцаті
- Монтефальчоне
- Монтефредане
- Монтемілетто
- Прата-ді-Принчипато-Ультра